# جعفر توکلی
جعفر توکلی نماینده مردم از حوزه انتخابیه گلپایگان و خوانسار در دوره نخست مجلس شورای اسلامی بود.
توکلی در حالی وارد مجلس شد که پس از صدور اعتبار نامه وی اعلام شد که ج هیئت نظارت بر انتخابات نتیجه انتخابات حوزه انتخابیه فرعی خوانسار را به دلیل لاک و مهر نبودن برخی صندوق‌ها، تیراندازی در یکی از محل‌های اخذ رأی و تغییر شکل چهار صندوق از چوبی به مقوایی، قبول نکرده و مردود دانسته است. همین حال با وجود تأیید این تخلفات توسط بازرسان وزارت کشور اعتبارنامه توکلی به مجلس ارایه می‌شود. پس این وزارت کشور با ارسال نامه ای به مجلس شورای اسلامی بیان می‌کند که اعتبارنامه توکلی مورد تأیید نیست ولی به دلیل اینکه این اعتبار نامه صادر و تحویل مجلس شده، وزارت کشور نمی‌تواند درخواست استرداد کند. پس از این نامه در جلسه بررسی اعتبار نامه توکلی از میان ۱۸۸ نماینده حاضر در جلسه، ۵۹ نفر به اعتبارنامه او رأی موافق، ۸۹ رأی مخالف و ۳۰ رأی ممتنع داده و اعتبارنامه‌اش به تصویب نرسید.